# Lophoceros camurus
Lophoceros camurus е вид птица от семейство Носорогови птици (Bucerotidae).

## Разпространение
Видът е разпространен в Ангола, Бенин, Габон, Гана, Гвинея, Екваториална Гвинея, Камерун, Демократична република Конго, Република Конго, Кот д'Ивоар, Либерия, Нигерия, Сиера Леоне, Судан, Уганда, Централноафриканската република и Южен Судан.